# Dorothy Lambert Chambers

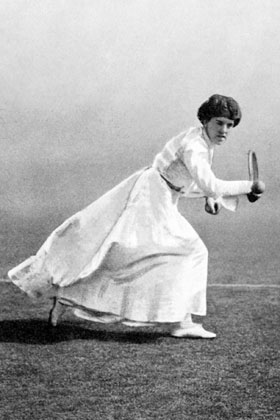
Dorothea Douglass 1903

Dorothea Katherine „Dorothy“ Lambert Chambers (* 3. September 1878 in Ealing, England als Dorothea Douglass; † 7. Januar 1960 in Kensington) war eine englische Tennis- und Badmintonspielerin.

## Karriere
Dorothea Douglass wurde in Ealing geboren und wuchs dort auf. Ihr Vater war der Pfarrer an der St. Matthew’s Church. Sie ging an das Princess Helena College, wo sie auch den Tennissport erlernte. Charlotte Cooper, eine weitere Olympiasiegerin kam aus derselben Gegend wie Douglass. Nach ihrer Heirat 1907 mit Robert Lambert Chambers trug sie dessen Nachnamen.
Im Jahre 1900 spielte Dorothea Douglass zum ersten Mal bei den Wimbledon Championships. Sie gewann zwischen 1903 und 1914 sieben Mal das Dameneinzel und stand insgesamt 4 weitere Male im Einzelfinale. Nur zwei Spielerinnen konnten in der Geschichte bis dato mehr Einzeltitel als sie gewinnen. Mit 41 Jahren war sie 1920 die bis dahin älteste Spielerin im Finale eines Dameneinzels. Darüber hinaus gewann sie bei den Olympischen Spielen 1908 in London die Goldmedaille im Rasen-Einzelwettbewerb. Als einzige der fünf britischen Spielerinnen, die wirklich antraten und ihre Teilnahme nicht zurückzogen, mehr als ein Match zu bestreiten. Sie gewann gegen Agnes Morton, Ruth Winch und Dora Boothby.
Die Ära der Dorothea Douglass ging 1919 zu Ende, als sie bereits 40-jährig im Finale gegen die junge Suzanne Lenglen mit 10:8, 4:6 und 7:9 unterlag. Beim Stand von 6:5 im dritten Satz hatte Douglass bereits einen Matchball, den sie aber nicht verwerten konnte. Die 44 Spiele, die Lenglen zu ihrem Sieg benötigte, markierten bis in die 1970er Jahre hinein, als Margaret Smith Court gegen Billie Jean King mit 14:12 und 11:9 gewann, das längste Damen-Endspiel. 1920 kehrte Douglass noch einmal nach Wimbledon zurück; doch nachdem sie erneut im Finale gescheitert war, erklärte sie für die Einzel-Konkurrenz ihren Rücktritt. 1925 spielte sie als eine der ersten ausländischen Spielerinnen bei den US Open mit. Bis 1927 spielte sie noch im Doppel, wo sie dreimal das Finale erreichen konnte. Von 1924 bis 1926 war Douglass Kapitän des britischen Teams im Wightman Cup, mit dem sie 1925 gewann. Nach 1928 arbeitete sie als Trainerin.
Sie war auch eine erfolgreiche Badmintonspielerin und gewann 1903 die All England im Doppel, 1904 im Mixed.
Dorothy Douglass starb 1960 im Londoner Stadtteil Kensington.
1981 wurde sie in die Hall of Fame des internationalen Tennissports aufgenommen.

## Erfolge
| Legende               |
| Grand Slam (7)        |
| Olympische Spiele (1) |

### Einzel

#### Turniersiege
| Nr. | Jahr          | Turnier                     | Belag | Finalgegnerin          | Ergebnis      |
| --- | ------------- | --------------------------- | ----- | ---------------------- | ------------- |
| 1.  | 1903          | Wimbledon Championships (1) | Rasen | Ethel Thomson Larcombe | 6:4, 4:6, 6:2 |
| 2.  | 1904          | Wimbledon Championships (2) | Rasen | Charlotte Cooper       | 6:3, 6:0      |
| 3.  | 1906          | Wimbledon Championships (3) | Rasen | May Sutton             | 6:3, 9:7      |
| 4.  | 11. Juli 1908 | Olympische Spiele           | Rasen | Dora Boothby           | 6:1, 7:5      |
| 5.  | 1910          | Wimbledon Championships (4) | Rasen | Dora Boothby           | 6:2, 6:2      |
| 6.  | 1911          | Wimbledon Championships (5) | Rasen | Dora Boothby           | 6:0, 6:0      |
| 7.  | 1913          | Wimbledon Championships (6) | Rasen | Winifred McNair        | 6:0, 6:4      |
| 8.  | 1914          | Wimbledon Championships (7) | Rasen | Ethel Thomson Larcombe | 7:5, 6:4      |

#### Finalteilnahmen
| Nr. | Jahr | Turnier                     | Belag | Finalgegnerin   | Ergebnis       |
| --- | ---- | --------------------------- | ----- | --------------- | -------------- |
| 1.  | 1905 | Wimbledon Championships (1) | Rasen | May Sutton      | 3:6, 4:6       |
| 2.  | 1907 | Wimbledon Championships (2) | Rasen | May Sutton      | 1:6, 4:6       |
| 3.  | 1919 | Wimbledon Championships (3) | Rasen | Suzanne Lenglen | 8:10, 6:4, 9:7 |
| 4.  | 1920 | Wimbledon Championships (4) | Rasen | Suzanne Lenglen | 3:6, 0:6       |

### Doppel

#### Finalteilnahmen
| Nr. | Jahr | Turnier                     | Belag | Doppelpartnerin  | Finalgegnerinnen               | Ergebnis        |
| --- | ---- | --------------------------- | ----- | ---------------- | ------------------------------ | --------------- |
| 1.  | 1913 | Wimbledon Championships (1) | Rasen | Charlotte Sterry | Dora Boothby Winifred McNair   | 6:4, 4:2 aufgg. |
| 2.  | 1919 | Wimbledon Championships (2) | Rasen | Ethel Larcombe   | Suzanne Lenglen Elizabeth Ryan | 6:4, 5:7, 3:6   |
| 3.  | 1920 | Wimbledon Championships (3) | Rasen | Ethel Larcombe   | Suzanne Lenglen Elizabeth Ryan | 4:6, 0:6        |

### Mixed

#### Finalteilnahmen
| Nr. | Jahr | Turnier                 | Belag | Doppelpartner        | Finalgegner                    | Ergebnis |
| --- | ---- | ----------------------- | ----- | -------------------- | ------------------------------ | -------- |
| 1.  | 1919 | Wimbledon Championships | Rasen | Albert Davis Prebble | Elizabeth Ryan Randolph Lycett | 0:6, 0:6 |

## Werke
- Lawn Tennis for Ladies. Methuen & Co. Ltd., London 1910. (online)